# Obligación convertible
Las obligaciones convertibles son aquellas que incorporan el derecho a convertirlas en acciones (bien de la sociedad emisora o de otra) según las condiciones establecidas en el folleto de la emisión. En España, se regulan en los artículos 292 y siguientes de la Ley de Sociedades Anónimas. 
La conversión de las obligaciones en acciones será rentable efectuarla cuando el beneficio de los dividendos sean superiores a los del cupón, o bien porque se desee dotar de una mayor liquidez al activo si la acción es cotizable en el mercado secundario.
Para efectuar dicha conversión se deben especificar los siguientes aspectos:
- Fecha de conversión
- Valoración de la obligación (suele ser del 100% más el cupón corrido)
- Número de acciones a convertir
- Valoración de las acciones, que pueden ser a precio fijo o a precio fijado según su cotización.

Para la presentación de estados financieros la nota de deuda convertible se observa en empresas financieras o bancos según la herramienta a utilizar. 
Para calcular la relación de conversión se debe dividir el precio de la acción entre el precio de la obligación

## Ventajas para el emisor
- Menor coste financiero
- Es una forma de ampliar el capital de la empresa, ya que parte de la deuda (obligaciones) se convierte en capital (acciones).
- Menor rentabilidad a pagar.

## Ventajas para el suscriptor
- Menor riesgo.
- Opción de obtener una mayor rentabilidad si se tiene perspectivas de una subida de valor del activo convertido.
- Posibilidad de dotar al activo de liquidez si la acción (activo convertido) cotiza en el mercado secundario.